# Jean-Baptiste Vuillaume
Jean-Baptiste Vuillaume, född 7 oktober 1798 i Mirecourt, död 19 mars 1875 i Paris, var en fransk fiolbyggare. Han flyttade till Paris 1818 för att lära sig fiolbyggarhantverket och öppnade 1827 sin egen verkstad. Flera av de största samtida fiolbyggarna och stråkmakarna, t.ex. Nestor Audinot, Hippolyte Silvestre och bröderna Peccatte, arbetade i Vuillaumes verkstad.